# Raufußhühner
Die Raufußhühner (Tetraonini) sind eine Tribus der Fasanenartigen. Es handelt sich um Hühnervögel der nördlichen Hemisphäre, die an kaltes Klima angepasst sind. Die meisten Arten bewohnen arktische und kaltgemäßigte Regionen oder das Hochgebirge. Auch mit langfristig äußerst nährstoffarmer Kost aus z. B. Nadeln oder Knospen können sie die dortigen Winter überstehen. Bekannte Arten sind das Auerhuhn, das Birkhuhn und die Schneehühner.

## Merkmale
Als typische Hühnervögel sind Raufußhühner von plumper und gedrungener Statur mit kurzem Hals, kurzen Beinen und kurzem Schnabel. Die Körperlänge reicht von 30 bis 90 cm, das Gewicht von 260 g bis 6 kg. Die kleinsten Arten sind dabei die Haselhühner, das größte Raufußhuhn ist das Männchen des Auerhuhns.
Die Flügel sind kurz und gerundet. Sie ermöglichen einen kraftzehrenden Flug mit schnellem Flügelschlag und kurzen Gleitphasen, so dass eine wellenförmige Flugbahn entsteht. Die waldbewohnenden Arten nutzen diese Fähigkeit äußerst selten. Oft fliegen sie lediglich vom Boden auf einen höher gelegenen Ast, beispielsweise auf der Flucht vor Räubern. Raufußhühner des Graslands legen auch weitere Strecken zurück, ausnahmsweise bis zu 30 km. Dies ist jedoch selten, auch bei diesen Arten führen Flüge selten über Distanzen von mehr als 200 m.
Als Anpassung an die kalten Lebensräume haben Raufußhühner ein außerordentlich dichtes Gefieder. Die Federn haben einen sehr großen zweiten Schaft (Afterschaft). Das Gefieder nimmt beim Haselhuhn 22 % des gesamten Körpergewichts ein. Befiedert sind auch die Nasenöffnungen sowie die Füße bis zur Zehenbasis, bei den Schneehühnern sogar auch die Zehen selbst. Dies ist nicht nur ein Schutz gegen Kälte, sondern verhindert auch ein Einsinken im Schnee.
Bei der Gefiederfarbe dominieren Grau- und Brauntöne. Durch Streifen-, Flecken- und Schuppenmuster wird oft eine farbliche Anpassung an den Untergrund erreicht (Tarnung). Eine Ausnahme sind die Männchen der Gattung Tetrao, die ein schwarzes Gefieder haben. Farbig hervorstechend sind vorstehende Wülste über den Augen, die „Rosen“ genannt werden. Diese sind rot und beim Männchen sehr viel ausgeprägter; bei den Weibchen liegen sie meist unter den Federn verborgen. Zur Balz schwellen diese Wülste an und werden noch leuchtender.

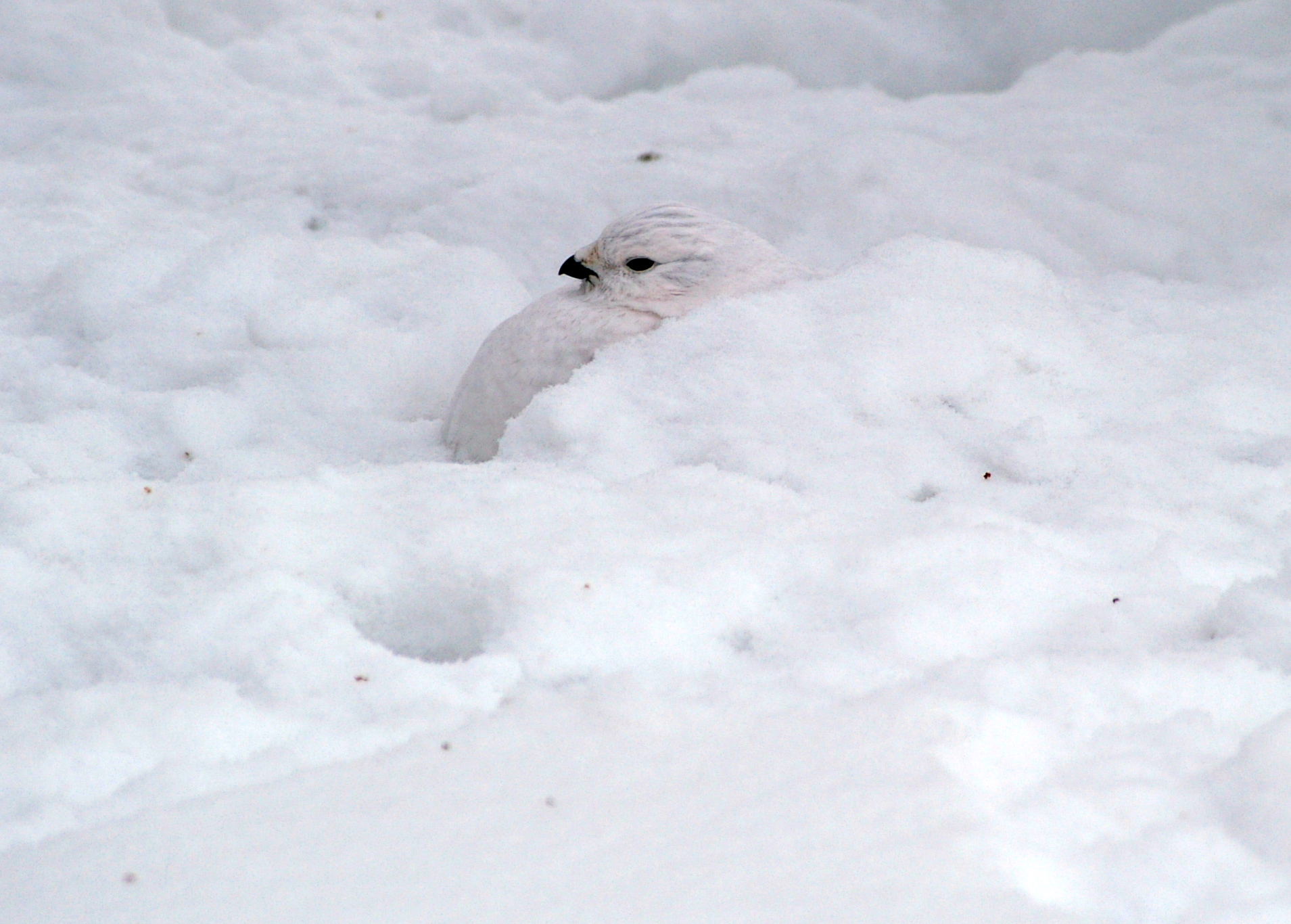
Schneehühner passen sich im Winterkleid der Umgebung perfekt an

Eine Besonderheit ist das jahreszeitlich wechselnde Federkleid der Schneehühner. Im Winter wird deren Gefieder weiß, so dass sie auf dem Schnee für Feinde kaum auszumachen sind. Um die Tarnung zu perfektionieren, haben andere Arten oft unterschiedliche Morphen. Haselhühner haben eine graue und eine rotbraune Morphe, die jeweils dort besonders häufig sind, wo sie in der Färbung mit dem Waldboden übereinstimmen.
Der Geschlechtsdimorphismus ist bei manchen Arten extrem, bei anderen kaum vorhanden. So lassen sich bei Schnee- und Haselhühnern die Geschlechter kaum auseinanderhalten. Bei Birk- und Auerhühnern hingegen sind die Männchen viel größer und schwerer als die Weibchen. Ein Auerhahn erreicht beispielsweise ein Gewicht von 6 kg, eine Henne hingegen höchstens 2 kg.
Im Zusammenhang mit der nährstoffarmen Ernährung steht die Länge des Darms. Vor allem der Blinddarm ist außerordentlich lang – er hat 60 bis 140 % der Länge des restlichen Verdauungstrakts (zum Vergleich: bei Wachteln sind es 35 %). Vergrößert sind auch der Kropf und der Muskelmagen.
Eine vergrößerte Luftröhre ermöglicht den Raufußhühnern besonders weit tragende Rufe, die 3 bis 4 km weit zu hören sind. Bei manchen Arten (Präriehuhn, Felsengebirgshuhn) spielen auch luftgefüllte Kehlsäcke bei der Lauterzeugung eine Rolle. Ruffreudig sind vor allem die Weibchen, während die Männchen sich oft auf Grunz-, Zisch- und Gackerlaute beschränken. Wiederum eine Besonderheit ist das Haselhuhn, dessen pfeifender Gesang eher an einen Singvogel als einen Hühnervogel erinnert.
Bedeutend sind neben den stimmlichen Lauten auch anderweitig erzeugte Laute wie lautes Flügelschlagen („Burren“), Ausfächern des Schwanzes oder Stampfen mit den Füßen. Diese werden vor allem während der Balz eingesetzt.

## Verbreitung und Lebensraum
Raufußhühner sind Vögel der Holarktis und bewohnen hier kalte und kalt-gemäßigte Regionen. Typische Lebensräume sind etwa die Taiga, die Tundra und Hochgebirge der gemäßigten Zonen. Eine Gattung (Tetrao) ist auf die Paläarktis beschränkt, drei auf die Nearktis. Die übrigen drei kommen sowohl in Nordamerika als auch in Eurasien vor.
Die Lebensräume der wichtigsten Arten sind:
- arktische Tundra und Gebirge oberhalb der Baumgrenze: Schneehühner. Die extremsten Lebensräume hat hier das Alpenschneehuhn, das selbst auf Spitzbergen sowie an den Nordküsten Grönlands und Sibiriens vorkommt und hier auch überwintert.
- Taiga, reine Nadelwälder: Tannenhuhn, Auerhuhn, Sichelhuhn
- Laubwälder oder Mischwälder: Haselhuhn, Kragenhuhn
- Moore, Heiden, lichte Wälder: Birkhuhn, Schweifhuhn
- Prärie: Beifußhuhn, Präriehuhn

Für gewöhnlich sind Raufußhühner Standvögel, die wenig mobil sind. Eine Ausnahme stellen hier die Schneehühner dar, die aus den am weitesten nördlichen Regionen ihres Verbreitungsgebiets südwärts ziehen. Die dabei zurückgelegten Strecken betragen allerdings höchstens wenige hundert Kilometer.

## Lebensweise

### Aktivität

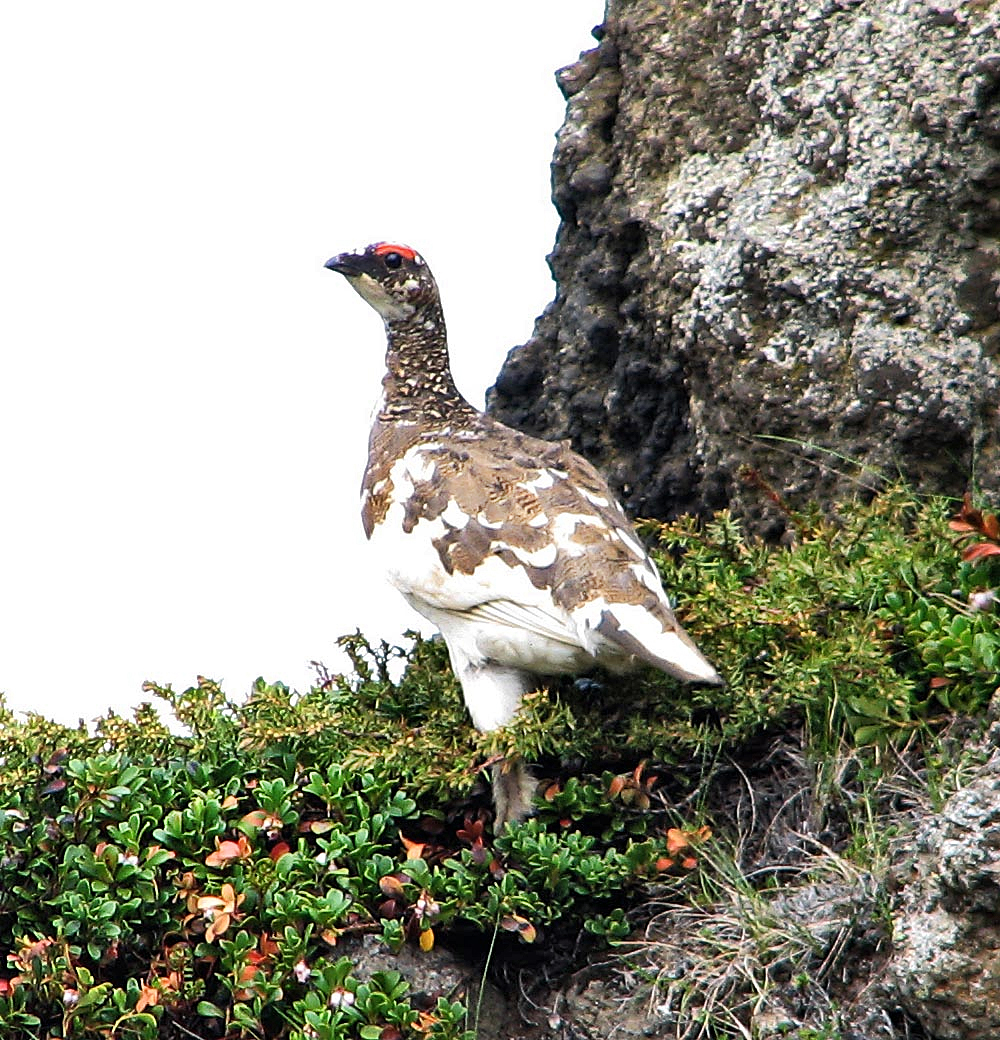
Alpenschneehuhn im Sommerkleid

Obwohl Raufußhühner tagaktiv sind, bekommt man sie wegen ihrer versteckten Lebensweise selten zu Gesicht. Die größte Aktivität zeigen sie zur Dämmerung; in diese Zeit fällt auch die Nahrungssuche, die nur ein bis zwei Stunden des Tages in Anspruch nimmt. Ruheplätze befinden sich an verborgenen Orten, z. B. in dichten Sträuchern. Im Winter werden mit den Füßen Höhlen in den Schnee gegraben. Hierzu gräbt das Huhn zunächst senkrecht nach unten und dann einen horizontalen Gang in der zwei- bis dreifachen Körperlänge. Die Decke über der Schneekammer ist nur etwa 5 cm dick. Der Eingangstunnel wird hinter dem Vogel verschlossen, die Sauerstoffzufuhr wird durch ein kleines Schnabelloch in der Decke gewährleistet. Die Schneehöhlen ermöglichen selbst noch bei Außentemperaturen von −50 °C ein Überleben; bei solchen Verhältnissen herrschen in der Schneehöhle eines Haselhuhns immerhin 0 °C.
Unter den Raufußhühnern gibt es sowohl ausgesprochene Einzelgänger (Haselhuhn) als auch sehr gesellige Arten (Präriehuhn).

### Ernährung
Die Nahrung der Raufußhühner ist überwiegend pflanzlich. Beim Präriehuhn und beim Kleinen Präriehuhn machen Insekten einen Anteil von 50 % an der Nahrung aus, bei allen anderen Arten werden Insekten nur von Jungvögeln gefressen und von adulten Tieren fast überhaupt nicht mehr.
Im Sommer besteht die Nahrung der Raufußhühner hauptsächlich aus Blüten, Beeren, Früchten und Blättern, wohingegen die für Feldhühner typischen Samen nicht gefressen werden. Im Winter wird die Ernährung hingegen sehr einseitig, was mit dem geringen Spektrum verfügbarer Nahrung zusammenhängt. Vor allem werden dann Nadeln und Knospen gefressen. Eine derart einseitige Ernährung, die zudem nur einen geringen physiologischen Brennwert und wenig Proteine enthält, ist in der Vogelwelt recht selten. Ermöglicht wird diese Ernährung durch die Bewegungsarmut der Raufußhühner sowie die Anatomie ihres Verdauungssystems. Die Aufbereitung der Nahrung erfolgt vor allem in den paarigen Blinddärmen, die in ihrer Länge oft die des Dünndarms übertreffen. Die resorbierende Oberfläche der Blinddärme wird durch 7 bis 10 in das Lumen hineinragende Falten stark vergrößert.
Alle Raufußhühner nehmen Gastrolithen zur Unterstützung der Verdauung auf. Ein Mangel an Gastrolithen kann für Raufußhühner im Winter tödlich sein.

### Fortpflanzung

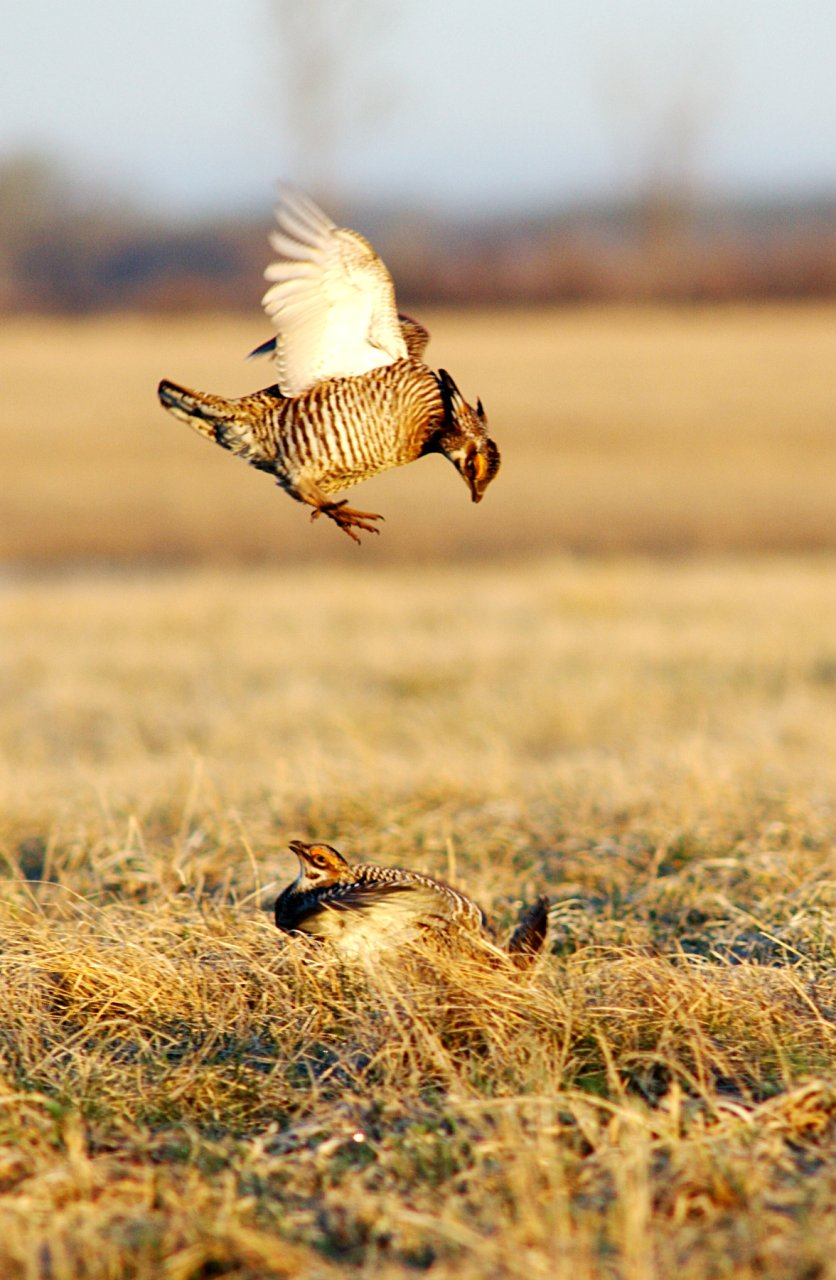
Präriehühner bei der Balz im Lek

Es gibt zahlreiche unterschiedliche Fortpflanzungsstrategien innerhalb der Raufußhühner. Das Birkhuhn, das Präriehuhn und das Beifußhuhn gehören zu den polygynen Arten, bei denen sich mehrere Männchen in Arenen (Leks) sammeln und den Weibchen präsentieren. Hingegen sind die Schneehühner und Haselhühner strikt monogam. Daneben bestehen mehrere Zwischenstufen, so beim Auerhuhn, das polygyn ist, aber keine Balz in Leks ausführt.
Beim Birkhuhn sammeln sich in der Regel sechs bis zwölf Männchen in einem Lek, beim Präriehuhn acht bis neun, beim Beifußhuhn sogar bis zu 400 Individuen. Innerhalb einer solchen Arena verteidigt jedes Männchen ein eigenes Territorium. Dies ist beim Beifußhuhn nicht größer als 1 m². Die begehrtesten Plätze befinden sich im Zentrum, wo die Territorien am kleinsten sind. Die Balz umfasst eine große Zahl ritualisierter Gesten wie Kopfnicken, Flügelspreizen, das Aufstellen und Schütteln des Schwanzes, Aufstampfen mit den Füßen und Luftsprünge. Begleitet wird dies beim Beifußhuhn durch Laute, die beim plötzlichen Entleeren der Luftsäcke entstehen. Die Weibchen treffen anschließend eine Entscheidung und paaren sich mit einem bestimmten Männchen. Beim Präriehuhn vollführt ein einziges Männchen 71 bis 89 % aller Kopulationen. Ein ebensolches Ungleichgewicht herrscht in den Leks der Beifußhühner, wo 90 % der Kopulationen von nur 10 % der Männchen ausgeführt werden.
Die Männchen beteiligen sich nicht am Brutgeschäft, so dass die Weibchen nach der Kopulation ganz auf sich gestellt sind. Die Henne sucht zunächst einen Nistplatz. Das Nest wird fast immer auf dem Boden angelegt, oft versteckt unter Sträuchern. Dazu wird eine 15 bis 25 cm breite Vertiefung in die Erde gegraben oder eine natürliche Vertiefung genutzt. Sie wird mit Zweigen, Gräsern und Blättern ausgelegt. Die sechs bis zwölf Eier haben eine Größe von 4 × 2,9 cm (Haselhuhn) bis 5,7 × 4,2 cm (Auerhuhn) und sind in der Farbe meistens gelblich, bei einigen Arten auch rötlich oder grünlich. Sie tragen schwarze oder braune Flecken.
Die Brut dauert 21 bis 26 Tage. Das Weibchen sitzt die meiste Zeit bewegungslos auf dem Nest und verlässt es nur während der Dämmerung zur Nahrungssuche. Verborgenheit und Regungslosigkeit sind der einzige Schutz der Raufußhühner vor Räubern. Trotz der schlechten Sichtbarkeit verlieren die Arten des offenen Graslands mindestens 50 % aller Bruten durch Prädatoren.
Die Jungen sind ausgeprägte Nestflüchter, die sofort eigenständig laufen und fressen können und schon nach zehn Tagen flugfähig sind. Sie sind dennoch auf die Begleitung der Mutter angewiesen, die ihnen unter den Flügeln Schutz vor Kälte und Regen bietet. Auf einen Alarmruf der Henne hin laufen die Jungen in unterschiedliche Richtungen davon. Um Räuber abzulenken, täuschen die Hennen zudem Verletzungen vor. Gelegentlich schützen sie ihre Jungen durch einen Angriff auf einen Räuber. Dennoch stirbt etwa die Hälfte aller Jungvögel während der ersten Monate durch extremes Wetter oder Prädatoren.
Die Lebenserwartung der Raufußhühner ist außerordentlich kurz. Ein Auerhuhn lebt im Schnitt nur zwei Jahre. Für das Haselhuhn werden sogar nur zehn Monate als durchschnittliche Lebensdauer angegeben.

### Feinde
Zu den Feinden der Raufußhühner gehören unter den Säugetieren vor allem Marder, Luchse, Füchse und Wölfe, unter den Vögeln Greifvögel und Eulen. Der Habicht hat sich in weiten Teilen der nördlichen Holarktis auf Raufußhühner geradezu spezialisiert. Für das Haselhuhn, das Kragenhuhn und das Felsengebirgshuhn ist er der wichtigste Feind.

## Stammesgeschichte
Fossil sind Raufußhühner seit dem Miozän belegt. Die älteste bekannte Art ist Paleoalectoris incertus aus dem unteren Miozän Nordamerikas. Zahlreiche rezente Gattungen sind bereits fossil belegt: Tympanuchus seit dem Miozän, Tetrao seit dem Pliozän, und Bonasa, Lagopus und Dendragapus seit dem Pleistozän.
Auch molekulare Datierungen legen eine Abspaltung der Linie der Raufußhühner von ihren nächsten Verwandten, den Truthühnern, im Miozän vor etwa 20 Millionen Jahren nahe. 
Die Aufspaltung in die rezenten Arten begann – nach derselben Analyse – dann vor etwa 12 Millionen Jahren, also ebenfalls im Miozän.
Während des Bestehens der Beringia-Landbrücke bis vor etwa 7 Millionen Jahren haben die Vorfahren der Haselhühner und die der  Birk- und Auerhühner die Paläarktis unabhängig voneinander besiedelt. 
Ob die Vorfahren des Sichelhuhns Asien eigenständig erreicht oder sich von den bereits in Asien lebenden Vorfahren der Birk- und Auerhühner abgespalten haben – was eine Rückwanderung des Tannenhuhns nach Nordamerika impliziert –, kann nach heutiger Datenlage nicht entschieden werden. 
Auch die Schneehühner haben die Paläarktis eigenständig erreicht, sehr wahrscheinlich in den relativ kurzen, wiederkehrenden Perioden des Trockenfallens der Beringia im Pleistozän.

## Systematik
In älterer Literatur findet man Raufußhühner oft im Rang einer eigenen Familie Tetraonidae. Dies ist jedoch nicht haltbar, da die ebenfalls im Familienrang geführten Fasanenartigen dann paraphyletisch in Bezug auf die Raufußhühner wären. Mit den Königshühnern (Tetraogallis) teilen die Raufußhühner das Merkmal des fehlenden Abduktors der zweiten Zehe, so dass in ihnen enge Verwandte der Raufußhühner vermutet werden können.
Kein Zweifel besteht an der Monophylie der Raufußhühner. Die klassische Aufteilung in Gattungen und Arten folgt:
- Falcipennis
  - Sichelhuhn, Falcipennis falcipennis, östliches Sibirien
- Canachites
  - Tannenhuhn, Canachites canadensis, boreale Nadelwälder Nordamerikas
- Dendragapus
  - Felsengebirgshuhn, Dendragapus obscurus, Rocky Mountains und Kaskadenkette
  - Küstengebirgshuhn, Dendragapus fuliginosus, Nadelwälder des westlichen Nordamerikas
- Schneehühner (Lagopus)
  - Moorschneehuhn, Lagopus lagopus, boreale Tundra
  - Alpenschneehuhn, Lagopus muta, boreale Tundra, Hochgebirge Eurasiens
  - Weißschwanz-Schneehuhn, Lagopus leucura, Alaska, British Columbia, Rocky Mountains
  - Schottisches Moorschneehuhn (Lagopus scotica (Latham, 1787))
- Birkhühner (Lyrurus)
  - Birkhuhn, Lyrurus tetrix, nördliches Eurasien
  - Kaukasus-Birkhuhn, Lyrurus mlokosiewiczi, Kaukasus
- Auerhühner (Tetrao)
  - Auerhuhn, Tetrao urogallus, nördliches Eurasien
  - Steinauerhuhn, Tetrao parvirostris, östliches Sibirien, nördliche Mongolei
- Haselhühner Tetrastes
  - Haselhuhn, Tetrastes bonasia, nördliches Eurasien
  - Schwarzbrust-Haselhuhn oder Chinahaselhuhn, Tetrastes sewerzowi, Zentral-China
- Bonasa
  - Kragenhuhn, Bonasa umbellus, nördliches Nordamerika
- Beifußhühner Centrocercus
  - Beifußhuhn, Centrocercus urophasianus, westliches Nordamerika
  - Gunnison-Beifußhuhn, Centrocercus minimus, südwestliches Colorado
- Präriehühner, Tympanuchus
  - Schweifhuhn, Tympanuchus phasianellus, nördliches Nordamerika
  - Präriehuhn, Tympanuchus cupido, zentrale USA
  - Oklahomapräriehuhn, Tympanuchus pallidicinctus, südzentrale USA

Das Gunnison-Beifußhuhn, das zuvor als Unterart des Beifußhuhns galt, wurde erst 2000 in den Rang einer eigenen Art erhoben.
Das folgende Kladogramm zeigt die Innere Systematik der Raufußhühner mit den Truthühnern als Außengruppe:
|  | \| \| Auerhühner (Tetrao) \| \| \| \| \| \| Birkhühner (Lyrurus) \| \| \| \| |
|  |                                                                              |
|  | Tannenhuhn (Canachites canadensis)                                           |
|  |                                                                              |
|  | Auerhühner (Tetrao)                                                          |
|  |                                                                              |
|  | Birkhühner (Lyrurus)                                                         |
|  |                                                                              |

|  | Auerhühner (Tetrao)  |
|  |                      |
|  | Birkhühner (Lyrurus) |
|  |                      |

|  | \| \| Auerhühner (Tetrao) \| \| \| \| \| \| Birkhühner (Lyrurus) \| \| \| \| |
|  |                                                                              |
|  | Tannenhuhn (Canachites canadensis)                                           |
|  |                                                                              |
|  | Auerhühner (Tetrao)                                                          |
|  |                                                                              |
|  | Birkhühner (Lyrurus)                                                         |
|  |                                                                              |

|  | Auerhühner (Tetrao)  |
|  |                      |
|  | Birkhühner (Lyrurus) |
|  |                      |

|  | \| \| Auerhühner (Tetrao) \| \| \| \| \| \| Birkhühner (Lyrurus) \| \| \| \| |
|  |                                                                              |
|  | Tannenhuhn (Canachites canadensis)                                           |
|  |                                                                              |
|  | Auerhühner (Tetrao)                                                          |
|  |                                                                              |
|  | Birkhühner (Lyrurus)                                                         |
|  |                                                                              |

|  | Auerhühner (Tetrao)  |
|  |                      |
|  | Birkhühner (Lyrurus) |
|  |                      |

|  | \| \| Auerhühner (Tetrao) \| \| \| \| \| \| Birkhühner (Lyrurus) \| \| \| \| |
|  |                                                                              |
|  | Tannenhuhn (Canachites canadensis)                                           |
|  |                                                                              |
|  | Auerhühner (Tetrao)                                                          |
|  |                                                                              |
|  | Birkhühner (Lyrurus)                                                         |
|  |                                                                              |

|  | Auerhühner (Tetrao)  |
|  |                      |
|  | Birkhühner (Lyrurus) |
|  |                      |

|  | \| \| Felsengebirgshühner (Dendragapus) \| \| \| \| \| \| Präriehühner (Tympanuchus) \| \| \| \| |
|  |                                                                                                  |
|  | Beifußhühner (Centrocercus)                                                                      |
|  |                                                                                                  |
|  | Felsengebirgshühner (Dendragapus)                                                                |
|  |                                                                                                  |
|  | Präriehühner (Tympanuchus)                                                                       |
|  |                                                                                                  |

|  | Felsengebirgshühner (Dendragapus) |
|  |                                   |
|  | Präriehühner (Tympanuchus)        |
|  |                                   |

|  | \| \| Auerhühner (Tetrao) \| \| \| \| \| \| Birkhühner (Lyrurus) \| \| \| \| |
|  |                                                                              |
|  | Tannenhuhn (Canachites canadensis)                                           |
|  |                                                                              |
|  | Auerhühner (Tetrao)                                                          |
|  |                                                                              |
|  | Birkhühner (Lyrurus)                                                         |
|  |                                                                              |

|  | Auerhühner (Tetrao)  |
|  |                      |
|  | Birkhühner (Lyrurus) |
|  |                      |

|  | \| \| Auerhühner (Tetrao) \| \| \| \| \| \| Birkhühner (Lyrurus) \| \| \| \| |
|  |                                                                              |
|  | Tannenhuhn (Canachites canadensis)                                           |
|  |                                                                              |
|  | Auerhühner (Tetrao)                                                          |
|  |                                                                              |
|  | Birkhühner (Lyrurus)                                                         |
|  |                                                                              |

|  | Auerhühner (Tetrao)  |
|  |                      |
|  | Birkhühner (Lyrurus) |
|  |                      |

|  | \| \| Auerhühner (Tetrao) \| \| \| \| \| \| Birkhühner (Lyrurus) \| \| \| \| |
|  |                                                                              |
|  | Tannenhuhn (Canachites canadensis)                                           |
|  |                                                                              |
|  | Auerhühner (Tetrao)                                                          |
|  |                                                                              |
|  | Birkhühner (Lyrurus)                                                         |
|  |                                                                              |

|  | Auerhühner (Tetrao)  |
|  |                      |
|  | Birkhühner (Lyrurus) |
|  |                      |

|  | \| \| Auerhühner (Tetrao) \| \| \| \| \| \| Birkhühner (Lyrurus) \| \| \| \| |
|  |                                                                              |
|  | Tannenhuhn (Canachites canadensis)                                           |
|  |                                                                              |
|  | Auerhühner (Tetrao)                                                          |
|  |                                                                              |
|  | Birkhühner (Lyrurus)                                                         |
|  |                                                                              |

|  | Auerhühner (Tetrao)  |
|  |                      |
|  | Birkhühner (Lyrurus) |
|  |                      |

|  | \| \| Felsengebirgshühner (Dendragapus) \| \| \| \| \| \| Präriehühner (Tympanuchus) \| \| \| \| |
|  |                                                                                                  |
|  | Beifußhühner (Centrocercus)                                                                      |
|  |                                                                                                  |
|  | Felsengebirgshühner (Dendragapus)                                                                |
|  |                                                                                                  |
|  | Präriehühner (Tympanuchus)                                                                       |
|  |                                                                                                  |

|  | Felsengebirgshühner (Dendragapus) |
|  |                                   |
|  | Präriehühner (Tympanuchus)        |
|  |                                   |

|  | \| \| Auerhühner (Tetrao) \| \| \| \| \| \| Birkhühner (Lyrurus) \| \| \| \| |
|  |                                                                              |
|  | Tannenhuhn (Canachites canadensis)                                           |
|  |                                                                              |
|  | Auerhühner (Tetrao)                                                          |
|  |                                                                              |
|  | Birkhühner (Lyrurus)                                                         |
|  |                                                                              |

|  | Auerhühner (Tetrao)  |
|  |                      |
|  | Birkhühner (Lyrurus) |
|  |                      |

|  | \| \| Auerhühner (Tetrao) \| \| \| \| \| \| Birkhühner (Lyrurus) \| \| \| \| |
|  |                                                                              |
|  | Tannenhuhn (Canachites canadensis)                                           |
|  |                                                                              |
|  | Auerhühner (Tetrao)                                                          |
|  |                                                                              |
|  | Birkhühner (Lyrurus)                                                         |
|  |                                                                              |

|  | Auerhühner (Tetrao)  |
|  |                      |
|  | Birkhühner (Lyrurus) |
|  |                      |

|  | \| \| Auerhühner (Tetrao) \| \| \| \| \| \| Birkhühner (Lyrurus) \| \| \| \| |
|  |                                                                              |
|  | Tannenhuhn (Canachites canadensis)                                           |
|  |                                                                              |
|  | Auerhühner (Tetrao)                                                          |
|  |                                                                              |
|  | Birkhühner (Lyrurus)                                                         |
|  |                                                                              |

|  | Auerhühner (Tetrao)  |
|  |                      |
|  | Birkhühner (Lyrurus) |
|  |                      |

|  | \| \| Auerhühner (Tetrao) \| \| \| \| \| \| Birkhühner (Lyrurus) \| \| \| \| |
|  |                                                                              |
|  | Tannenhuhn (Canachites canadensis)                                           |
|  |                                                                              |
|  | Auerhühner (Tetrao)                                                          |
|  |                                                                              |
|  | Birkhühner (Lyrurus)                                                         |
|  |                                                                              |

|  | Auerhühner (Tetrao)  |
|  |                      |
|  | Birkhühner (Lyrurus) |
|  |                      |

|  | \| \| Felsengebirgshühner (Dendragapus) \| \| \| \| \| \| Präriehühner (Tympanuchus) \| \| \| \| |
|  |                                                                                                  |
|  | Beifußhühner (Centrocercus)                                                                      |
|  |                                                                                                  |
|  | Felsengebirgshühner (Dendragapus)                                                                |
|  |                                                                                                  |
|  | Präriehühner (Tympanuchus)                                                                       |
|  |                                                                                                  |

|  | Felsengebirgshühner (Dendragapus) |
|  |                                   |
|  | Präriehühner (Tympanuchus)        |
|  |                                   |

|  | \| \| Auerhühner (Tetrao) \| \| \| \| \| \| Birkhühner (Lyrurus) \| \| \| \| |
|  |                                                                              |
|  | Tannenhuhn (Canachites canadensis)                                           |
|  |                                                                              |
|  | Auerhühner (Tetrao)                                                          |
|  |                                                                              |
|  | Birkhühner (Lyrurus)                                                         |
|  |                                                                              |

|  | Auerhühner (Tetrao)  |
|  |                      |
|  | Birkhühner (Lyrurus) |
|  |                      |

|  | \| \| Auerhühner (Tetrao) \| \| \| \| \| \| Birkhühner (Lyrurus) \| \| \| \| |
|  |                                                                              |
|  | Tannenhuhn (Canachites canadensis)                                           |
|  |                                                                              |
|  | Auerhühner (Tetrao)                                                          |
|  |                                                                              |
|  | Birkhühner (Lyrurus)                                                         |
|  |                                                                              |

|  | Auerhühner (Tetrao)  |
|  |                      |
|  | Birkhühner (Lyrurus) |
|  |                      |

|  | \| \| Auerhühner (Tetrao) \| \| \| \| \| \| Birkhühner (Lyrurus) \| \| \| \| |
|  |                                                                              |
|  | Tannenhuhn (Canachites canadensis)                                           |
|  |                                                                              |
|  | Auerhühner (Tetrao)                                                          |
|  |                                                                              |
|  | Birkhühner (Lyrurus)                                                         |
|  |                                                                              |

|  | Auerhühner (Tetrao)  |
|  |                      |
|  | Birkhühner (Lyrurus) |
|  |                      |

|  | \| \| Auerhühner (Tetrao) \| \| \| \| \| \| Birkhühner (Lyrurus) \| \| \| \| |
|  |                                                                              |
|  | Tannenhuhn (Canachites canadensis)                                           |
|  |                                                                              |
|  | Auerhühner (Tetrao)                                                          |
|  |                                                                              |
|  | Birkhühner (Lyrurus)                                                         |
|  |                                                                              |

|  | Auerhühner (Tetrao)  |
|  |                      |
|  | Birkhühner (Lyrurus) |
|  |                      |

|  | \| \| Felsengebirgshühner (Dendragapus) \| \| \| \| \| \| Präriehühner (Tympanuchus) \| \| \| \| |
|  |                                                                                                  |
|  | Beifußhühner (Centrocercus)                                                                      |
|  |                                                                                                  |
|  | Felsengebirgshühner (Dendragapus)                                                                |
|  |                                                                                                  |
|  | Präriehühner (Tympanuchus)                                                                       |
|  |                                                                                                  |

|  | Felsengebirgshühner (Dendragapus) |
|  |                                   |
|  | Präriehühner (Tympanuchus)        |
|  |                                   |

|  | \| \| Auerhühner (Tetrao) \| \| \| \| \| \| Birkhühner (Lyrurus) \| \| \| \| |
|  |                                                                              |
|  | Tannenhuhn (Canachites canadensis)                                           |
|  |                                                                              |
|  | Auerhühner (Tetrao)                                                          |
|  |                                                                              |
|  | Birkhühner (Lyrurus)                                                         |
|  |                                                                              |

|  | Auerhühner (Tetrao)  |
|  |                      |
|  | Birkhühner (Lyrurus) |
|  |                      |

|  | \| \| Auerhühner (Tetrao) \| \| \| \| \| \| Birkhühner (Lyrurus) \| \| \| \| |
|  |                                                                              |
|  | Tannenhuhn (Canachites canadensis)                                           |
|  |                                                                              |
|  | Auerhühner (Tetrao)                                                          |
|  |                                                                              |
|  | Birkhühner (Lyrurus)                                                         |
|  |                                                                              |

|  | Auerhühner (Tetrao)  |
|  |                      |
|  | Birkhühner (Lyrurus) |
|  |                      |

|  | \| \| Auerhühner (Tetrao) \| \| \| \| \| \| Birkhühner (Lyrurus) \| \| \| \| |
|  |                                                                              |
|  | Tannenhuhn (Canachites canadensis)                                           |
|  |                                                                              |
|  | Auerhühner (Tetrao)                                                          |
|  |                                                                              |
|  | Birkhühner (Lyrurus)                                                         |
|  |                                                                              |

|  | Auerhühner (Tetrao)  |
|  |                      |
|  | Birkhühner (Lyrurus) |
|  |                      |

|  | \| \| Auerhühner (Tetrao) \| \| \| \| \| \| Birkhühner (Lyrurus) \| \| \| \| |
|  |                                                                              |
|  | Tannenhuhn (Canachites canadensis)                                           |
|  |                                                                              |
|  | Auerhühner (Tetrao)                                                          |
|  |                                                                              |
|  | Birkhühner (Lyrurus)                                                         |
|  |                                                                              |

|  | Auerhühner (Tetrao)  |
|  |                      |
|  | Birkhühner (Lyrurus) |
|  |                      |

|  | \| \| Felsengebirgshühner (Dendragapus) \| \| \| \| \| \| Präriehühner (Tympanuchus) \| \| \| \| |
|  |                                                                                                  |
|  | Beifußhühner (Centrocercus)                                                                      |
|  |                                                                                                  |
|  | Felsengebirgshühner (Dendragapus)                                                                |
|  |                                                                                                  |
|  | Präriehühner (Tympanuchus)                                                                       |
|  |                                                                                                  |

|  | Felsengebirgshühner (Dendragapus) |
|  |                                   |
|  | Präriehühner (Tympanuchus)        |
|  |                                   |

|  | \| \| Auerhühner (Tetrao) \| \| \| \| \| \| Birkhühner (Lyrurus) \| \| \| \| |
|  |                                                                              |
|  | Tannenhuhn (Canachites canadensis)                                           |
|  |                                                                              |
|  | Auerhühner (Tetrao)                                                          |
|  |                                                                              |
|  | Birkhühner (Lyrurus)                                                         |
|  |                                                                              |

|  | Auerhühner (Tetrao)  |
|  |                      |
|  | Birkhühner (Lyrurus) |
|  |                      |

|  | \| \| Auerhühner (Tetrao) \| \| \| \| \| \| Birkhühner (Lyrurus) \| \| \| \| |
|  |                                                                              |
|  | Tannenhuhn (Canachites canadensis)                                           |
|  |                                                                              |
|  | Auerhühner (Tetrao)                                                          |
|  |                                                                              |
|  | Birkhühner (Lyrurus)                                                         |
|  |                                                                              |

|  | Auerhühner (Tetrao)  |
|  |                      |
|  | Birkhühner (Lyrurus) |
|  |                      |

|  | \| \| Auerhühner (Tetrao) \| \| \| \| \| \| Birkhühner (Lyrurus) \| \| \| \| |
|  |                                                                              |
|  | Tannenhuhn (Canachites canadensis)                                           |
|  |                                                                              |
|  | Auerhühner (Tetrao)                                                          |
|  |                                                                              |
|  | Birkhühner (Lyrurus)                                                         |
|  |                                                                              |

|  | Auerhühner (Tetrao)  |
|  |                      |
|  | Birkhühner (Lyrurus) |
|  |                      |

|  | \| \| Auerhühner (Tetrao) \| \| \| \| \| \| Birkhühner (Lyrurus) \| \| \| \| |
|  |                                                                              |
|  | Tannenhuhn (Canachites canadensis)                                           |
|  |                                                                              |
|  | Auerhühner (Tetrao)                                                          |
|  |                                                                              |
|  | Birkhühner (Lyrurus)                                                         |
|  |                                                                              |

|  | Auerhühner (Tetrao)  |
|  |                      |
|  | Birkhühner (Lyrurus) |
|  |                      |

|  | \| \| Felsengebirgshühner (Dendragapus) \| \| \| \| \| \| Präriehühner (Tympanuchus) \| \| \| \| |
|  |                                                                                                  |
|  | Beifußhühner (Centrocercus)                                                                      |
|  |                                                                                                  |
|  | Felsengebirgshühner (Dendragapus)                                                                |
|  |                                                                                                  |
|  | Präriehühner (Tympanuchus)                                                                       |
|  |                                                                                                  |

|  | Felsengebirgshühner (Dendragapus) |
|  |                                   |
|  | Präriehühner (Tympanuchus)        |
|  |                                   |

|  | \| \| Auerhühner (Tetrao) \| \| \| \| \| \| Birkhühner (Lyrurus) \| \| \| \| |
|  |                                                                              |
|  | Tannenhuhn (Canachites canadensis)                                           |
|  |                                                                              |
|  | Auerhühner (Tetrao)                                                          |
|  |                                                                              |
|  | Birkhühner (Lyrurus)                                                         |
|  |                                                                              |

|  | Auerhühner (Tetrao)  |
|  |                      |
|  | Birkhühner (Lyrurus) |
|  |                      |

|  | \| \| Auerhühner (Tetrao) \| \| \| \| \| \| Birkhühner (Lyrurus) \| \| \| \| |
|  |                                                                              |
|  | Tannenhuhn (Canachites canadensis)                                           |
|  |                                                                              |
|  | Auerhühner (Tetrao)                                                          |
|  |                                                                              |
|  | Birkhühner (Lyrurus)                                                         |
|  |                                                                              |

|  | Auerhühner (Tetrao)  |
|  |                      |
|  | Birkhühner (Lyrurus) |
|  |                      |

|  | \| \| Auerhühner (Tetrao) \| \| \| \| \| \| Birkhühner (Lyrurus) \| \| \| \| |
|  |                                                                              |
|  | Tannenhuhn (Canachites canadensis)                                           |
|  |                                                                              |
|  | Auerhühner (Tetrao)                                                          |
|  |                                                                              |
|  | Birkhühner (Lyrurus)                                                         |
|  |                                                                              |

|  | Auerhühner (Tetrao)  |
|  |                      |
|  | Birkhühner (Lyrurus) |
|  |                      |

|  | \| \| Auerhühner (Tetrao) \| \| \| \| \| \| Birkhühner (Lyrurus) \| \| \| \| |
|  |                                                                              |
|  | Tannenhuhn (Canachites canadensis)                                           |
|  |                                                                              |
|  | Auerhühner (Tetrao)                                                          |
|  |                                                                              |
|  | Birkhühner (Lyrurus)                                                         |
|  |                                                                              |

|  | Auerhühner (Tetrao)  |
|  |                      |
|  | Birkhühner (Lyrurus) |
|  |                      |

|  | \| \| Felsengebirgshühner (Dendragapus) \| \| \| \| \| \| Präriehühner (Tympanuchus) \| \| \| \| |
|  |                                                                                                  |
|  | Beifußhühner (Centrocercus)                                                                      |
|  |                                                                                                  |
|  | Felsengebirgshühner (Dendragapus)                                                                |
|  |                                                                                                  |
|  | Präriehühner (Tympanuchus)                                                                       |
|  |                                                                                                  |

|  | Felsengebirgshühner (Dendragapus) |
|  |                                   |
|  | Präriehühner (Tympanuchus)        |
|  |                                   |

|  | \| \| Auerhühner (Tetrao) \| \| \| \| \| \| Birkhühner (Lyrurus) \| \| \| \| |
|  |                                                                              |
|  | Tannenhuhn (Canachites canadensis)                                           |
|  |                                                                              |
|  | Auerhühner (Tetrao)                                                          |
|  |                                                                              |
|  | Birkhühner (Lyrurus)                                                         |
|  |                                                                              |

|  | Auerhühner (Tetrao)  |
|  |                      |
|  | Birkhühner (Lyrurus) |
|  |                      |

|  | \| \| Auerhühner (Tetrao) \| \| \| \| \| \| Birkhühner (Lyrurus) \| \| \| \| |
|  |                                                                              |
|  | Tannenhuhn (Canachites canadensis)                                           |
|  |                                                                              |
|  | Auerhühner (Tetrao)                                                          |
|  |                                                                              |
|  | Birkhühner (Lyrurus)                                                         |
|  |                                                                              |

|  | Auerhühner (Tetrao)  |
|  |                      |
|  | Birkhühner (Lyrurus) |
|  |                      |

|  | \| \| Auerhühner (Tetrao) \| \| \| \| \| \| Birkhühner (Lyrurus) \| \| \| \| |
|  |                                                                              |
|  | Tannenhuhn (Canachites canadensis)                                           |
|  |                                                                              |
|  | Auerhühner (Tetrao)                                                          |
|  |                                                                              |
|  | Birkhühner (Lyrurus)                                                         |
|  |                                                                              |

|  | Auerhühner (Tetrao)  |
|  |                      |
|  | Birkhühner (Lyrurus) |
|  |                      |

|  | \| \| Auerhühner (Tetrao) \| \| \| \| \| \| Birkhühner (Lyrurus) \| \| \| \| |
|  |                                                                              |
|  | Tannenhuhn (Canachites canadensis)                                           |
|  |                                                                              |
|  | Auerhühner (Tetrao)                                                          |
|  |                                                                              |
|  | Birkhühner (Lyrurus)                                                         |
|  |                                                                              |

|  | Auerhühner (Tetrao)  |
|  |                      |
|  | Birkhühner (Lyrurus) |
|  |                      |

|  | \| \| Felsengebirgshühner (Dendragapus) \| \| \| \| \| \| Präriehühner (Tympanuchus) \| \| \| \| |
|  |                                                                                                  |
|  | Beifußhühner (Centrocercus)                                                                      |
|  |                                                                                                  |
|  | Felsengebirgshühner (Dendragapus)                                                                |
|  |                                                                                                  |
|  | Präriehühner (Tympanuchus)                                                                       |
|  |                                                                                                  |

|  | Felsengebirgshühner (Dendragapus) |
|  |                                   |
|  | Präriehühner (Tympanuchus)        |
|  |                                   |

|  | \| \| Auerhühner (Tetrao) \| \| \| \| \| \| Birkhühner (Lyrurus) \| \| \| \| |
|  |                                                                              |
|  | Tannenhuhn (Canachites canadensis)                                           |
|  |                                                                              |
|  | Auerhühner (Tetrao)                                                          |
|  |                                                                              |
|  | Birkhühner (Lyrurus)                                                         |
|  |                                                                              |

|  | Auerhühner (Tetrao)  |
|  |                      |
|  | Birkhühner (Lyrurus) |
|  |                      |

|  | \| \| Auerhühner (Tetrao) \| \| \| \| \| \| Birkhühner (Lyrurus) \| \| \| \| |
|  |                                                                              |
|  | Tannenhuhn (Canachites canadensis)                                           |
|  |                                                                              |
|  | Auerhühner (Tetrao)                                                          |
|  |                                                                              |
|  | Birkhühner (Lyrurus)                                                         |
|  |                                                                              |

|  | Auerhühner (Tetrao)  |
|  |                      |
|  | Birkhühner (Lyrurus) |
|  |                      |

|  | \| \| Auerhühner (Tetrao) \| \| \| \| \| \| Birkhühner (Lyrurus) \| \| \| \| |
|  |                                                                              |
|  | Tannenhuhn (Canachites canadensis)                                           |
|  |                                                                              |
|  | Auerhühner (Tetrao)                                                          |
|  |                                                                              |
|  | Birkhühner (Lyrurus)                                                         |
|  |                                                                              |

|  | Auerhühner (Tetrao)  |
|  |                      |
|  | Birkhühner (Lyrurus) |
|  |                      |

|  | \| \| Auerhühner (Tetrao) \| \| \| \| \| \| Birkhühner (Lyrurus) \| \| \| \| |
|  |                                                                              |
|  | Tannenhuhn (Canachites canadensis)                                           |
|  |                                                                              |
|  | Auerhühner (Tetrao)                                                          |
|  |                                                                              |
|  | Birkhühner (Lyrurus)                                                         |
|  |                                                                              |

|  | Auerhühner (Tetrao)  |
|  |                      |
|  | Birkhühner (Lyrurus) |
|  |                      |

|  | \| \| Felsengebirgshühner (Dendragapus) \| \| \| \| \| \| Präriehühner (Tympanuchus) \| \| \| \| |
|  |                                                                                                  |
|  | Beifußhühner (Centrocercus)                                                                      |
|  |                                                                                                  |
|  | Felsengebirgshühner (Dendragapus)                                                                |
|  |                                                                                                  |
|  | Präriehühner (Tympanuchus)                                                                       |
|  |                                                                                                  |

|  | Felsengebirgshühner (Dendragapus) |
|  |                                   |
|  | Präriehühner (Tympanuchus)        |
|  |                                   |

|  | \| \| Auerhühner (Tetrao) \| \| \| \| \| \| Birkhühner (Lyrurus) \| \| \| \| |
|  |                                                                              |
|  | Tannenhuhn (Canachites canadensis)                                           |
|  |                                                                              |
|  | Auerhühner (Tetrao)                                                          |
|  |                                                                              |
|  | Birkhühner (Lyrurus)                                                         |
|  |                                                                              |

|  | Auerhühner (Tetrao)  |
|  |                      |
|  | Birkhühner (Lyrurus) |
|  |                      |

|  | \| \| Auerhühner (Tetrao) \| \| \| \| \| \| Birkhühner (Lyrurus) \| \| \| \| |
|  |                                                                              |
|  | Tannenhuhn (Canachites canadensis)                                           |
|  |                                                                              |
|  | Auerhühner (Tetrao)                                                          |
|  |                                                                              |
|  | Birkhühner (Lyrurus)                                                         |
|  |                                                                              |

|  | Auerhühner (Tetrao)  |
|  |                      |
|  | Birkhühner (Lyrurus) |
|  |                      |

|  | \| \| Auerhühner (Tetrao) \| \| \| \| \| \| Birkhühner (Lyrurus) \| \| \| \| |
|  |                                                                              |
|  | Tannenhuhn (Canachites canadensis)                                           |
|  |                                                                              |
|  | Auerhühner (Tetrao)                                                          |
|  |                                                                              |
|  | Birkhühner (Lyrurus)                                                         |
|  |                                                                              |

|  | Auerhühner (Tetrao)  |
|  |                      |
|  | Birkhühner (Lyrurus) |
|  |                      |

|  | \| \| Auerhühner (Tetrao) \| \| \| \| \| \| Birkhühner (Lyrurus) \| \| \| \| |
|  |                                                                              |
|  | Tannenhuhn (Canachites canadensis)                                           |
|  |                                                                              |
|  | Auerhühner (Tetrao)                                                          |
|  |                                                                              |
|  | Birkhühner (Lyrurus)                                                         |
|  |                                                                              |

|  | Auerhühner (Tetrao)  |
|  |                      |
|  | Birkhühner (Lyrurus) |
|  |                      |

|  | \| \| Felsengebirgshühner (Dendragapus) \| \| \| \| \| \| Präriehühner (Tympanuchus) \| \| \| \| |
|  |                                                                                                  |
|  | Beifußhühner (Centrocercus)                                                                      |
|  |                                                                                                  |
|  | Felsengebirgshühner (Dendragapus)                                                                |
|  |                                                                                                  |
|  | Präriehühner (Tympanuchus)                                                                       |
|  |                                                                                                  |

|  | Felsengebirgshühner (Dendragapus) |
|  |                                   |
|  | Präriehühner (Tympanuchus)        |
|  |                                   |

|  | \| \| Auerhühner (Tetrao) \| \| \| \| \| \| Birkhühner (Lyrurus) \| \| \| \| |
|  |                                                                              |
|  | Tannenhuhn (Canachites canadensis)                                           |
|  |                                                                              |
|  | Auerhühner (Tetrao)                                                          |
|  |                                                                              |
|  | Birkhühner (Lyrurus)                                                         |
|  |                                                                              |

|  | Auerhühner (Tetrao)  |
|  |                      |
|  | Birkhühner (Lyrurus) |
|  |                      |

|  | \| \| Auerhühner (Tetrao) \| \| \| \| \| \| Birkhühner (Lyrurus) \| \| \| \| |
|  |                                                                              |
|  | Tannenhuhn (Canachites canadensis)                                           |
|  |                                                                              |
|  | Auerhühner (Tetrao)                                                          |
|  |                                                                              |
|  | Birkhühner (Lyrurus)                                                         |
|  |                                                                              |

|  | Auerhühner (Tetrao)  |
|  |                      |
|  | Birkhühner (Lyrurus) |
|  |                      |

|  | \| \| Auerhühner (Tetrao) \| \| \| \| \| \| Birkhühner (Lyrurus) \| \| \| \| |
|  |                                                                              |
|  | Tannenhuhn (Canachites canadensis)                                           |
|  |                                                                              |
|  | Auerhühner (Tetrao)                                                          |
|  |                                                                              |
|  | Birkhühner (Lyrurus)                                                         |
|  |                                                                              |

|  | Auerhühner (Tetrao)  |
|  |                      |
|  | Birkhühner (Lyrurus) |
|  |                      |

|  | \| \| Auerhühner (Tetrao) \| \| \| \| \| \| Birkhühner (Lyrurus) \| \| \| \| |
|  |                                                                              |
|  | Tannenhuhn (Canachites canadensis)                                           |
|  |                                                                              |
|  | Auerhühner (Tetrao)                                                          |
|  |                                                                              |
|  | Birkhühner (Lyrurus)                                                         |
|  |                                                                              |

|  | Auerhühner (Tetrao)  |
|  |                      |
|  | Birkhühner (Lyrurus) |
|  |                      |

|  | \| \| Felsengebirgshühner (Dendragapus) \| \| \| \| \| \| Präriehühner (Tympanuchus) \| \| \| \| |
|  |                                                                                                  |
|  | Beifußhühner (Centrocercus)                                                                      |
|  |                                                                                                  |
|  | Felsengebirgshühner (Dendragapus)                                                                |
|  |                                                                                                  |
|  | Präriehühner (Tympanuchus)                                                                       |
|  |                                                                                                  |

|  | Felsengebirgshühner (Dendragapus) |
|  |                                   |
|  | Präriehühner (Tympanuchus)        |
|  |                                   |

|  | \| \| Auerhühner (Tetrao) \| \| \| \| \| \| Birkhühner (Lyrurus) \| \| \| \| |
|  |                                                                              |
|  | Tannenhuhn (Canachites canadensis)                                           |
|  |                                                                              |
|  | Auerhühner (Tetrao)                                                          |
|  |                                                                              |
|  | Birkhühner (Lyrurus)                                                         |
|  |                                                                              |

|  | Auerhühner (Tetrao)  |
|  |                      |
|  | Birkhühner (Lyrurus) |
|  |                      |

|  | \| \| Auerhühner (Tetrao) \| \| \| \| \| \| Birkhühner (Lyrurus) \| \| \| \| |
|  |                                                                              |
|  | Tannenhuhn (Canachites canadensis)                                           |
|  |                                                                              |
|  | Auerhühner (Tetrao)                                                          |
|  |                                                                              |
|  | Birkhühner (Lyrurus)                                                         |
|  |                                                                              |

|  | Auerhühner (Tetrao)  |
|  |                      |
|  | Birkhühner (Lyrurus) |
|  |                      |

|  | \| \| Auerhühner (Tetrao) \| \| \| \| \| \| Birkhühner (Lyrurus) \| \| \| \| |
|  |                                                                              |
|  | Tannenhuhn (Canachites canadensis)                                           |
|  |                                                                              |
|  | Auerhühner (Tetrao)                                                          |
|  |                                                                              |
|  | Birkhühner (Lyrurus)                                                         |
|  |                                                                              |

|  | Auerhühner (Tetrao)  |
|  |                      |
|  | Birkhühner (Lyrurus) |
|  |                      |

|  | \| \| Auerhühner (Tetrao) \| \| \| \| \| \| Birkhühner (Lyrurus) \| \| \| \| |
|  |                                                                              |
|  | Tannenhuhn (Canachites canadensis)                                           |
|  |                                                                              |
|  | Auerhühner (Tetrao)                                                          |
|  |                                                                              |
|  | Birkhühner (Lyrurus)                                                         |
|  |                                                                              |

|  | Auerhühner (Tetrao)  |
|  |                      |
|  | Birkhühner (Lyrurus) |
|  |                      |

|  | \| \| Felsengebirgshühner (Dendragapus) \| \| \| \| \| \| Präriehühner (Tympanuchus) \| \| \| \| |
|  |                                                                                                  |
|  | Beifußhühner (Centrocercus)                                                                      |
|  |                                                                                                  |
|  | Felsengebirgshühner (Dendragapus)                                                                |
|  |                                                                                                  |
|  | Präriehühner (Tympanuchus)                                                                       |
|  |                                                                                                  |

|  | Felsengebirgshühner (Dendragapus) |
|  |                                   |
|  | Präriehühner (Tympanuchus)        |
|  |                                   |

|  | \| \| Auerhühner (Tetrao) \| \| \| \| \| \| Birkhühner (Lyrurus) \| \| \| \| |
|  |                                                                              |
|  | Tannenhuhn (Canachites canadensis)                                           |
|  |                                                                              |
|  | Auerhühner (Tetrao)                                                          |
|  |                                                                              |
|  | Birkhühner (Lyrurus)                                                         |
|  |                                                                              |

|  | Auerhühner (Tetrao)  |
|  |                      |
|  | Birkhühner (Lyrurus) |
|  |                      |

|  | \| \| Auerhühner (Tetrao) \| \| \| \| \| \| Birkhühner (Lyrurus) \| \| \| \| |
|  |                                                                              |
|  | Tannenhuhn (Canachites canadensis)                                           |
|  |                                                                              |
|  | Auerhühner (Tetrao)                                                          |
|  |                                                                              |
|  | Birkhühner (Lyrurus)                                                         |
|  |                                                                              |

|  | Auerhühner (Tetrao)  |
|  |                      |
|  | Birkhühner (Lyrurus) |
|  |                      |

|  | \| \| Auerhühner (Tetrao) \| \| \| \| \| \| Birkhühner (Lyrurus) \| \| \| \| |
|  |                                                                              |
|  | Tannenhuhn (Canachites canadensis)                                           |
|  |                                                                              |
|  | Auerhühner (Tetrao)                                                          |
|  |                                                                              |
|  | Birkhühner (Lyrurus)                                                         |
|  |                                                                              |

|  | Auerhühner (Tetrao)  |
|  |                      |
|  | Birkhühner (Lyrurus) |
|  |                      |

|  | \| \| Auerhühner (Tetrao) \| \| \| \| \| \| Birkhühner (Lyrurus) \| \| \| \| |
|  |                                                                              |
|  | Tannenhuhn (Canachites canadensis)                                           |
|  |                                                                              |
|  | Auerhühner (Tetrao)                                                          |
|  |                                                                              |
|  | Birkhühner (Lyrurus)                                                         |
|  |                                                                              |

|  | Auerhühner (Tetrao)  |
|  |                      |
|  | Birkhühner (Lyrurus) |
|  |                      |

|  | \| \| Felsengebirgshühner (Dendragapus) \| \| \| \| \| \| Präriehühner (Tympanuchus) \| \| \| \| |
|  |                                                                                                  |
|  | Beifußhühner (Centrocercus)                                                                      |
|  |                                                                                                  |
|  | Felsengebirgshühner (Dendragapus)                                                                |
|  |                                                                                                  |
|  | Präriehühner (Tympanuchus)                                                                       |
|  |                                                                                                  |

|  | Felsengebirgshühner (Dendragapus) |
|  |                                   |
|  | Präriehühner (Tympanuchus)        |
|  |                                   |

|  | \| \| Auerhühner (Tetrao) \| \| \| \| \| \| Birkhühner (Lyrurus) \| \| \| \| |
|  |                                                                              |
|  | Tannenhuhn (Canachites canadensis)                                           |
|  |                                                                              |
|  | Auerhühner (Tetrao)                                                          |
|  |                                                                              |
|  | Birkhühner (Lyrurus)                                                         |
|  |                                                                              |

|  | Auerhühner (Tetrao)  |
|  |                      |
|  | Birkhühner (Lyrurus) |
|  |                      |

|  | \| \| Auerhühner (Tetrao) \| \| \| \| \| \| Birkhühner (Lyrurus) \| \| \| \| |
|  |                                                                              |
|  | Tannenhuhn (Canachites canadensis)                                           |
|  |                                                                              |
|  | Auerhühner (Tetrao)                                                          |
|  |                                                                              |
|  | Birkhühner (Lyrurus)                                                         |
|  |                                                                              |

|  | Auerhühner (Tetrao)  |
|  |                      |
|  | Birkhühner (Lyrurus) |
|  |                      |

|  | \| \| Auerhühner (Tetrao) \| \| \| \| \| \| Birkhühner (Lyrurus) \| \| \| \| |
|  |                                                                              |
|  | Tannenhuhn (Canachites canadensis)                                           |
|  |                                                                              |
|  | Auerhühner (Tetrao)                                                          |
|  |                                                                              |
|  | Birkhühner (Lyrurus)                                                         |
|  |                                                                              |

|  | Auerhühner (Tetrao)  |
|  |                      |
|  | Birkhühner (Lyrurus) |
|  |                      |

|  | \| \| Auerhühner (Tetrao) \| \| \| \| \| \| Birkhühner (Lyrurus) \| \| \| \| |
|  |                                                                              |
|  | Tannenhuhn (Canachites canadensis)                                           |
|  |                                                                              |
|  | Auerhühner (Tetrao)                                                          |
|  |                                                                              |
|  | Birkhühner (Lyrurus)                                                         |
|  |                                                                              |

|  | Auerhühner (Tetrao)  |
|  |                      |
|  | Birkhühner (Lyrurus) |
|  |                      |

|  | \| \| Felsengebirgshühner (Dendragapus) \| \| \| \| \| \| Präriehühner (Tympanuchus) \| \| \| \| |
|  |                                                                                                  |
|  | Beifußhühner (Centrocercus)                                                                      |
|  |                                                                                                  |
|  | Felsengebirgshühner (Dendragapus)                                                                |
|  |                                                                                                  |
|  | Präriehühner (Tympanuchus)                                                                       |
|  |                                                                                                  |

|  | Felsengebirgshühner (Dendragapus) |
|  |                                   |
|  | Präriehühner (Tympanuchus)        |
|  |                                   |

|  | \| \| Auerhühner (Tetrao) \| \| \| \| \| \| Birkhühner (Lyrurus) \| \| \| \| |
|  |                                                                              |
|  | Tannenhuhn (Canachites canadensis)                                           |
|  |                                                                              |
|  | Auerhühner (Tetrao)                                                          |
|  |                                                                              |
|  | Birkhühner (Lyrurus)                                                         |
|  |                                                                              |

|  | Auerhühner (Tetrao)  |
|  |                      |
|  | Birkhühner (Lyrurus) |
|  |                      |

|  | \| \| Auerhühner (Tetrao) \| \| \| \| \| \| Birkhühner (Lyrurus) \| \| \| \| |
|  |                                                                              |
|  | Tannenhuhn (Canachites canadensis)                                           |
|  |                                                                              |
|  | Auerhühner (Tetrao)                                                          |
|  |                                                                              |
|  | Birkhühner (Lyrurus)                                                         |
|  |                                                                              |

|  | Auerhühner (Tetrao)  |
|  |                      |
|  | Birkhühner (Lyrurus) |
|  |                      |

|  | \| \| Auerhühner (Tetrao) \| \| \| \| \| \| Birkhühner (Lyrurus) \| \| \| \| |
|  |                                                                              |
|  | Tannenhuhn (Canachites canadensis)                                           |
|  |                                                                              |
|  | Auerhühner (Tetrao)                                                          |
|  |                                                                              |
|  | Birkhühner (Lyrurus)                                                         |
|  |                                                                              |

|  | Auerhühner (Tetrao)  |
|  |                      |
|  | Birkhühner (Lyrurus) |
|  |                      |

|  | \| \| Auerhühner (Tetrao) \| \| \| \| \| \| Birkhühner (Lyrurus) \| \| \| \| |
|  |                                                                              |
|  | Tannenhuhn (Canachites canadensis)                                           |
|  |                                                                              |
|  | Auerhühner (Tetrao)                                                          |
|  |                                                                              |
|  | Birkhühner (Lyrurus)                                                         |
|  |                                                                              |

|  | Auerhühner (Tetrao)  |
|  |                      |
|  | Birkhühner (Lyrurus) |
|  |                      |

|  | \| \| Felsengebirgshühner (Dendragapus) \| \| \| \| \| \| Präriehühner (Tympanuchus) \| \| \| \| |
|  |                                                                                                  |
|  | Beifußhühner (Centrocercus)                                                                      |
|  |                                                                                                  |
|  | Felsengebirgshühner (Dendragapus)                                                                |
|  |                                                                                                  |
|  | Präriehühner (Tympanuchus)                                                                       |
|  |                                                                                                  |

|  | Felsengebirgshühner (Dendragapus) |
|  |                                   |
|  | Präriehühner (Tympanuchus)        |
|  |                                   |

|  | \| \| Auerhühner (Tetrao) \| \| \| \| \| \| Birkhühner (Lyrurus) \| \| \| \| |
|  |                                                                              |
|  | Tannenhuhn (Canachites canadensis)                                           |
|  |                                                                              |
|  | Auerhühner (Tetrao)                                                          |
|  |                                                                              |
|  | Birkhühner (Lyrurus)                                                         |
|  |                                                                              |

|  | Auerhühner (Tetrao)  |
|  |                      |
|  | Birkhühner (Lyrurus) |
|  |                      |

|  | \| \| Auerhühner (Tetrao) \| \| \| \| \| \| Birkhühner (Lyrurus) \| \| \| \| |
|  |                                                                              |
|  | Tannenhuhn (Canachites canadensis)                                           |
|  |                                                                              |
|  | Auerhühner (Tetrao)                                                          |
|  |                                                                              |
|  | Birkhühner (Lyrurus)                                                         |
|  |                                                                              |

|  | Auerhühner (Tetrao)  |
|  |                      |
|  | Birkhühner (Lyrurus) |
|  |                      |

|  | \| \| Auerhühner (Tetrao) \| \| \| \| \| \| Birkhühner (Lyrurus) \| \| \| \| |
|  |                                                                              |
|  | Tannenhuhn (Canachites canadensis)                                           |
|  |                                                                              |
|  | Auerhühner (Tetrao)                                                          |
|  |                                                                              |
|  | Birkhühner (Lyrurus)                                                         |
|  |                                                                              |

|  | Auerhühner (Tetrao)  |
|  |                      |
|  | Birkhühner (Lyrurus) |
|  |                      |

|  | \| \| Auerhühner (Tetrao) \| \| \| \| \| \| Birkhühner (Lyrurus) \| \| \| \| |
|  |                                                                              |
|  | Tannenhuhn (Canachites canadensis)                                           |
|  |                                                                              |
|  | Auerhühner (Tetrao)                                                          |
|  |                                                                              |
|  | Birkhühner (Lyrurus)                                                         |
|  |                                                                              |

|  | Auerhühner (Tetrao)  |
|  |                      |
|  | Birkhühner (Lyrurus) |
|  |                      |

|  | \| \| Felsengebirgshühner (Dendragapus) \| \| \| \| \| \| Präriehühner (Tympanuchus) \| \| \| \| |
|  |                                                                                                  |
|  | Beifußhühner (Centrocercus)                                                                      |
|  |                                                                                                  |
|  | Felsengebirgshühner (Dendragapus)                                                                |
|  |                                                                                                  |
|  | Präriehühner (Tympanuchus)                                                                       |
|  |                                                                                                  |

|  | Felsengebirgshühner (Dendragapus) |
|  |                                   |
|  | Präriehühner (Tympanuchus)        |
|  |                                   |

## Menschen und Raufußhühner
Die Jagd auf Raufußhühner beginnt wahrscheinlich bereits mit der Ankunft der Menschen in Eurasien. Schon aus paläolithischen Abfallgruben hat man Knochen von Raufußhühnern geborgen. Das Fleisch dieser Hühner spielt heute noch bei nordischen Völkern wie den Samen oder Eskimos eine bedeutende Rolle. Die Domestikation einer Art ist hingegen nach heutigem Wissen nie versucht worden.
Die Jagd hat über die Jahrhunderte dazu geführt, dass die Bestände vieler Arten stark zusammengeschrumpft sind. Bis zum Ende der 1970er wurden in Nordamerika 8,5 Millionen Raufußhühner jährlich geschossen. In Europa waren die Zahlen zu Anfang des 20. Jahrhunderts ebenso hoch. Heute sind Auerhühner, Birkhühner und Haselhühner in Mittel- und Nordeuropa eine Seltenheit geworden. Der NABU führt auf seiner Roten Liste der Brutvögel Deutschlands Auerhuhn und Birkhuhn als vom Aussterben bedroht, das Haselhuhn als gefährdet.
Wegen der gesicherten Populationen in den Wäldern Sibiriens gelten die drei vorgenannten Arten jedoch global als nicht gefährdet. Drei Arten werden von der IUCN in einem Gefährdungsstatus geführt. Stark gefährdet ist das Gunnison-Beifußhuhn wegen seines kleinen, fragmentierten Verbreitungsgebiets und der abnehmenden Population. Seit 2004 gilt auch das Präriehuhn als gefährdet. Der einst überaus häufige Vogel erleidet vor allem durch Umwandlung der Prärie in landwirtschaftliche Nutzflächen dramatische Bestandsrückgänge. Das Oklahomapräriehuhn musste bereits 2000 als gefährdet eingestuft werden.